# Assassin’s Creed (серия книг)
Серия книг Assassin’s Creed, написанных Оливером Боуденом, Кристи Голден, Мэтью Кирби, Гордоном Догерти и Янь Лэйшэн, — это целый ряд романов, сюжет которых связан с игровой вселенной Assassin’s Creed. Действие книг происходит в разные временные периоды. В основном они посвящены борьбе между тайными орденами ассасинов и тамплиеров.

## Синопсис
В вымышленной вселенной Assassin’s Creed есть два тайных ордена с разными идеологиями, которые существуют с древних времён и сражаются между собой. Орден тамплиеров мечтает править миром и установить строгий порядок и диктатуру, в то время как орден ассасинов ставит выше всего принцип свободы воли и демократию. Помимо этого существует древняя цивилизация, ису, которая появилась на планете раньше людей, но была уничтожена сильной вспышкой Солнца. Некоторым ису удалось создать свои голограммы, с помощью которых они общаются с людьми.
Артефакты древней цивилизации могут помочь одной из тайных организаций достигнуть перевеса в войне и уничтожить другую. Именно поэтому они охотятся за ними.
В книгах отсутствует сюжет настоящего времени. Согласно ему, современные тамплиеры в лице компании «Абстерго» используют машину для чтения воспоминаний, «Анимус», чтобы изучать воспоминания людей и находить артефакты ису. Изначально для этого нужно личное присутствие человека, имеющего кровное родство со своим предком, но новая технология Helix позволит изучать образцы ДНК любому желающему.
Некоторые книги полностью повторяют сюжет видеоигр, в то время как другие написаны по мотивам и продолжают истории, рассказанные в играх. Например, книга «Assassin’s Creed: Отверженный» рассказывает о прошлом Хэйтема Кенуэя, одного из протагонистов Assassin’s Creed III.

## Ренессанс
Первый роман в коллекции, «Ренессанс», был опубликован 20 ноября 2009 года и основан на сюжете видеоигры Assassin’s Creed II. Его главный герой — Эцио Аудиторе да Фиренце, движимый местью за гибель своей семьи. Эцио начинает тренироваться и становится ассасином, вступая в войну с тайным орденом тамплиеров. На протяжении веков две секретные организации сражаются между собой за владение древней технологией, так называемым «Яблоком Эдема». Эта реликвия позволяет творить чудеса, в том числе контролировать разум других людей. В Италии есть некий храм первой цивилизации, который может содержать знания и технологии предтеч. Ключом к нему являются древние реликвии — посох и «Яблоко Эдема». На территории России книга публикуется издательством «Азбука» с 2016 года. На русский язык книгу перевёл Игорь Иванов.

## Братство
«Братство» — второй роман в серии, впервые опубликованный в 2010 году. Основан на сюжете популярной компьютерной игры Assassin’s Creed: Brotherhood. Как и в предыдущей книге, Assassin’s Creed: Ренессанс, игнорируются события, происходящие в настоящем времени. Здесь вы не сможете узнать историю Дезмонда Майлса, а только его предка — Эцио. События книги охватывают период с 1499 по 1507 годы и Эцио сталкивается с новым опасным противником — Чезаре Борджиа. Ему предстоит освободить Рим от влияния тамплиеров и укрепить там позиции ассасинов.
На территории России книга публикуется издательством «Азбука» с 2016 года. Переводом на русский язык занимался Игорь Иванов.

## Тайный крестовый поход
«Тайный крестовый поход» — третий роман в серии, рассказывающий историю Альтаира-ибн-ла-Ахада от лица путешественника Николо Поло. Действие существенной части книги основано на сюжете видеоигры Assassin’s Creed и происходит во время Третьего Крестового похода, в 1191 году. Альтаиру предстоит убить девятерых влиятельных тамплиеров и их магистра, Робера де Сабле. Книга впервые издана в 2011 году и необходима для понимания сюжета «Откровений».

## Откровения
«Откровения» возвращают читателя к истории ассасина Эцио Аудиторе, который в поисках библиотеки великого ассасина Альтаира отправляется в Масиаф. Там есть тайная дверь, которую можно открыть пятью ключами. Каждый ключ представляет собой диск, созданный с помощью технологий первой цивилизации. На него записаны некоторые воспоминания Альтаира. Одновременно с Эцио, поисками ключей занимаются тамплиеры — они надеются найти артефакт ису в библиотеке и с его помощью восстановить Византийскую империю. Возглавляет тамплиеров Мануил Палеолог. Ключи были спрятаны Николо Поло по всему Константинополю, а указания на эти места великий путешественник оставил в редких книгах. Эцио предстоит отыскать редкие книги, найти ключи и войти в библиотеку.

## Отверженный
Главный герой книги — один из протагонистов Assassin’s Creed III, магистр ордена тамплиеров Хэйтем Кенуэй. Сюжет произведения сначала раскрывает множество подробностей о его жизни до прибытия в американские колонии, начиная с ранних лет, а затем описывает некоторые события игры от лица Хэйтема. Например, душевные переживания главного героя, когда он узнал о существовании своего сына.
Книга впервые издана в 2012 году. На территории России публикуется с 2017 года. Переводом и печатью книги занимается издательство «Азбука».